# IBM AIX
Az AIX (azaz Advanced Interactive eXecutive) az IBM saját zárt forráskódú Unix operációs rendszere, amelyet a cég 1986 óta fejleszt és forgalmaz. Az AIX a UNIX System V rendszeren alapul, 4.3BSD kompatibilis bővítményekkel.
Napjainkban kizárólag RISC (PowerPC) processzoros verzióban adják ki. Az utolsó Intel processzorra készült verzió az 1992-ben kiadott 1.2 volt.

## Előnye
- Nagyon stabil.
- Kiváló a támogatottsága.
- Kiválóan skálázható az igényeknek megfelelően.
- A Trusted AIX kivitel kiváló biztonsági szolgáltatásokkal rendelkezik.

## Hátrányai
- Sok, egyéb operációs rendszer alatt megszokott program nincs implementálva, vagy eltérő a paraméterezése.
- A GNU programok portolása gyakran nehézkes.